# Anja Rubik
Anja Rubik, vlastním jménem Anna Helena Rubik (* 12. června 1983, Rzeszów, Polsko) je polská supermodelka žijící v New Yorku.

## Biografie
Jako dítě žila Anja v Řecku, Kanadě a Jižní Africe, studovala na Britské mezinárodní škole (British International School, gymnázium) v Paříži a o školních prázdninách se věnovala modelingu.

## Kariéra
Profesionální kariéru začala v 15 letech po ukončení školní docházky. Poté se začala objevovat na stránkách různých magazínů - německá Vogue, Numéro, Flair, Nylon a Elle; pracovala pro světové značky Christian Dior, Chanel, Louis Vuitton, Hermès, Valentino, Chloé, Oscar de la Renta, Balenciaga a Givenchy. Spolupracovala s významnými módními tvůrci, mj. s Karlem Lagerfeldem.